# Jalpa (kommun)
Jalpa är en kommun i Mexiko.   Den ligger i delstaten Zacatecas, i den centrala delen av landet, 500 km nordväst om huvudstaden Mexico City.
Följande samhällen finns i Jalpa:
- Jalpa
- Colonia Unión Obrera
- Los Santiagos
- El Tuitán
- Colonia Santa Cecilia
- El Rodeo
- Chalchisco de Abajo
- Rancho de Arriba
- Barrio de la Cruz
- Villita de Abajo
- Colonia Unidad Antorchista
- San Francisco
- Colonia del Sol
- Colonia la Antorcha Campesina
- Colonia SARH
- Colonia José María Morelos
- Los Sabinos
- San José de Huaracha